# Actuar para vivir
Actuar para vivir é o segundo álbum do roqueiro argentino Juan Carlos Baglietto. Foi lançado em 1982 com o selo EMI Music (EMI Odeon SAIF Argentina). Recebeu a certificação de "Disco de Ouro".
É o último álbum a contar com as participações de Fito Páez e de Silvina Garré, que em 1983 iniciaram suas carreiras solo.

## Faixas
1. Censura no existe (Baglietto-De Benedictis)
2. Actuar para vivir (Fito Páez)
3. Una vuelta más (Rubén Goldín)
4. Saltando de piedra en piedra (Rubén Goldín)
5. Tiempos difíciles (Fito Páez)
6. Qué son esas palabras (Callaci-Bielsa)
7. En la cruz de los días (Rubén Goldín)
8. De plenilunio (Fito Páez)
9. Pa trabajar (Fito Páez)
10. Río marrón  (Jorge Fandermole)